# Microorganismos efectivos
Los microorganismos efectivos o E.M. (del inglés Effective Microorganisms) son microorganismos.
Un microorganismo efectivo se refiere a cualquiera de los organismos predominantemente anaeróbicos mezclados en enmiendas comerciales agrícolas, medicamentos y suplementos nutricionales basados en el producto de marca comercial originariamente comercializado como EM-1 Microbial Inoculant, también conocido como Effective Microorganisms y EM Technology. Estas mezclas incluyen, en sinergia metabólica:
La Tecnología de los Microorganismos Eficientes, fue desarrollada por Teruo Higa, profesor de horticultura de la Universidad de Ryukyus en Okinawa, Japón. A comienzos de los años sesenta, el Profesor Higa comenzó la búsqueda de una alternativa que reemplazara los fertilizantes y plaguicidas sintéticos y en los últimos años ha incursionado en su uso en procesos de compostaje, tratamiento de aguas residuales, ganadería y para el uso en la limpieza del hogar.
Estudiando las funciones individuales de diferentes microorganismos, Higa encontró que el éxito de su efecto potenciador estaba en su mezcla; por esto se dice que los microorganismos eficientes (ME) trabajan en sinergia, ya que la suma de los tres tiene mayor efecto que cada uno por separado. Los ME están compuesto por bacterias fotosintéticas o fototrópicas (Rhodopseudomonas spp), bacterias ácido lácticas (Lactobacillus spp) y levaduras (Saccharomyces spp).[cita requerida]
- Bacterias lácticas: Lactobacillus casei.
- Bacterias fotosintéticas: Rhodopseudomonas palustris[4] (del orden de los Rhizobiales).
- Levadura: Saccharomyces cerevisiae.
- Otros: microorganismos beneficiosos que existen de forma natural en el medio ambiente pueden prosperar en la mezcla.

## Origen
Es un producto de un cultivo bacteriano desarrollado por el agrónomo japonés Teruo Higa, de la Facultad de Agricultura de la Universidad de Ryukyus en Okinawa, Japón,  en los años 70, que se extendió por el resto del mundo a principios de los 80.
En la actualidad la Biotecnología EM es mundialmente conocida por sus diferentes usos, en especial en el control de olores y contribución al mejoramiento de suelos poco productivos por las aplicaciones indiscriminadas de agroquimicos.
La biotecnología es conocida con otros nombres: Microorganismos Eficaces y Microorganismos Eficientes. Para América del Sur existen varios productores que se encargan de distribuir y producir la tecnología; en Colombia, quien maneja los conocimientos y la elaboración de EM es Fundases una entidad sin ánimo de lucro ubicada en Bogotá. Así mismo, existen otros distribuidores en el continente que periódicamente se reúnen para fortalecer los conocimientos y usos de esta biotecnología.[cita requerida]

## Modo de acción de los microorganismos efectivos
Los diferentes microorganismos que conforman la biotecnología del EM, toman sustancias generadas por otros organismos basando en ello su funcionamiento y desarrollo.

### Bacterias fototróficas
Son bacterias autótrofas son un grupo de microbios independientes y autosuficientes capaces de sintetizar sustancias útiles a partir de secreciones de raíces, materia orgánica y gases dañinos, usando la luz solar y el calor del suelo como fuentes de energía. Al emplear la materia orgánica presente (sólida, líquida y gaseosa) impiden la producción de sustancias con olores desagradables como el metano, mercaptano, ácido sulfhídrico, amoniaco, entre otras que pueden ser causadas por procesos de putrefacción. Las sustancias sintetizadas por estas bacterias comprenden aminoácidos, ácidos nucleicos, sustancias bioactivas y azúcares, las cuales promueven el crecimiento y desarrollo de las plantas.

### Bacterias ácido lácticas
Estas bacterias producen ácido láctico a partir de azúcares y otros carbohidratos sintetizados por bacterias fototróficas y levaduras. El ácido láctico es un fuerte esterilizador, ya que genera un ambiente poco favorable para el desarrollo de microorganismos patógenos, también producen otros metabolitos inhibidores, como el peróxido de hidrógeno (H2O2) y otros derivados del metabolismo del oxígeno, así como compuestos aromáticos (diacetilo, acetaldehido), derivados deshidratados del glicerol (reuterina), enzimas bacteriolíticas, bacteriocinas y otras sustancias que aceleran la descomposición de la materia orgánica. Las bacterias ácido lácticas aumentan la fragmentación de los componentes de la materia orgánica, como la lignina y la celulosa, transformando esos materiales sin causar influencias negativas en el proceso.
El uso de bacterias ácido lácticas reducen las poblaciones de nemátodos y controla la propagación y dispersión de fusarium, y gracias a ello induce un mejor ambiente para el crecimiento de los cultivos.[cita requerida]

### Levaduras
Las levaduras sintetizan sustancias antimicrobiales y otras útiles, requeridas por las plantas para su crecimiento a partir de aminoácidos y azúcares secretados por las bacterias fototróficas, materia orgánica y raíces de plantas. Las sustancias bioactivas como las hormonas y las enzimas producidas por las levaduras promueven la división activa celular y radical. Estas secreciones también son sustratos útiles para el EM como las bacterias ácido lácticas y actinomicetes.

## Usos
Tiene diversas aplicaciones, sobre todo en la agricultura y jardinería (incluido el compostaje) y el hogar.